# Amphiglossus melanopleura
Amphiglossus melanopleura är en ödleart som beskrevs av  Günther 1877. Amphiglossus melanopleura ingår i släktet Amphiglossus och familjen skinkar.
Artens utbredningsområde är Madagaskar. Inga underarter finns listade i Catalogue of Life.